# Delvino, Blagoevgrad
Delvino (în bulgară Делвино) este un sat  în Obștina Blagoevgrad, Regiunea Blagoevgrad, Bulgaria.

## Demografie
Componența etnică a satului Delvino
     Bulgari (98,21%)
     Nicio identificare (1,78%)
     Altele (0%)
La recensământul din 2011, populația satului Delvino era de 56 locuitori. Din punct de vedere etnic, majoritatea locuitorilor (98,21%) erau bulgari. Pentru 1,78% din locuitori nu este cunoscută apartenența etnică.